# Carl Samuel Walther
Carl Samuel Walther, Karl Samuel Walther, C.S. Walther (XIX wiek) — szczecinianin, teoretyk muzyki, w latach 1759–1763 rektor radzieckiego liceum w Szczecinie. Napisał m.in. De erroribus circa efficaciam artis Musicae panca (występującą niekiedy pod tytułem: De erroribus efficaciam artis musicae), wydaną w 1769 r.